# Cattalo
Cattalo, beefalo — mieszaniec międzygatunkowy bydła domowego z bizonem. Samce są bezpłodne, samice warunkowo płodne. Chowane są w Kanadzie ze względu na silną konstytucję i duża odporność na niesprzyjające warunki atmosferyczne (silne wiatry), dobrą jakoś mięsa oraz skór. 